# Fugative
Fugative (* 11. März 1994 in London; eigentlicher Name Harry James Byart) ist ein britischer Rapper aus Essex.

## Biografie
Bereits in seiner Kindheit war Byart mit dem Musikgeschäft in Verbindung. Seine Mutter war Managerin von Marvin Gaye, er selbst war schon mit sieben im Tonstudio von Darren Martyn zugange, der unter anderem mit Shola Ama und den Honeyz arbeitete. Dort kam Byart auch in Kontakt mit Rappern wie Kele Le Roc.
Mit 14 Jahren veröffentlichte er seine erste Single It's Summertime unter dem Künstlernamen Fugative. Es wurde ein Dauerbrenner und Nummer-5-Hit in den Urban Charts. Danach ging er als Support mit Basshunter auf UK-Tour und startete eine eigene Tour mit 40 Auftritten.
Richtig angestoßen wurde seine Karriere dann Ende 2009. Beim lokalen Indielabel Clotted Cream wurde Jimmy Shoe und kurz darauf Supafly veröffentlicht. Im Januar 2010 hatte er damit seinen ersten Charthit. Die Folgesingle Crush wurde sein erster Top-40-Hit.

## Diskografie
Singles
- It's Summertime (2008)
- Jimmy Shoe (2009)
- Supafly (2010)
- Crush (2010)
- Bad Girl (2010)
- Angel (2011)
- Stick and Stones
- Big boys don't cry
- Successful
- Home
- First love